# Hystricia testaceiventris
Hystricia testaceiventris là một loài ruồi trong họ Tachinidae.